# Гомзин, Виктор Владимирович
Виктор Владимирович Гомзин (24 декабря 1918, селение Невьянский завод, Екатеринбургский уезд, Пермская губерния — 20 марта 1945, Восточная Пруссия) — участник Великой Отечественной войны, заместитель командира отделения роты противотанковых ружей 148-го отдельного истребительно-противотанкового дивизиона 73-й стрелковой дивизии 48-й армии 1-го Белорусского фронта, старшина. Герой Советского Союза.

## Биография
Виктор Гомзин родился 24 декабря 1918 года в селении Невьянский завод Екатеринбургского уезда Пермской губернии (ныне — город Невьянск Свердловской области), в семье рабочего. Русский.
После окончания 7 классов школы № 12 Невьянска работал токарем на заводе.
В Красной Армии с 1939 года. Участник Великой Отечественной войны с первого её дня. В октябре 1943 года был тяжело ранен. Член ВКП(б)/КПСС с 1944 года.
Заместитель командира отделения роты противотанковых ружей 148-го отдельного истребительно-противотанкового дивизиона старшина Виктор Гомзин 4 сентября 1944 года в числе первых преодолел реку Нарев в 12 км южнее города Ружан (Польша), протянул и закрепил на противоположном берегу стальной трос для наведения паромной переправы. Подбил 2 танка противника. 4-5 сентября участвовал в отражении вражеских контратак, уничтожив при этом много гитлеровцев и захватив 75-мм орудие. В критический момент боя заменил командира отделения.
Умер в медико-санитарном батальоне в Восточной Пруссии 20 марта 1945 года от фронтовых ранений.
Похоронен в посёлке Жилино (прежнее название Шиллен) Калининградской области.

## Награды
- Звание Героя Советского Союза присвоено 24 марта 1945 года.
- Награждён орденами Ленина, Отечественной войны 1 и 2 степеней, двумя орденами Красной Звезды, а также медалями.

## Память

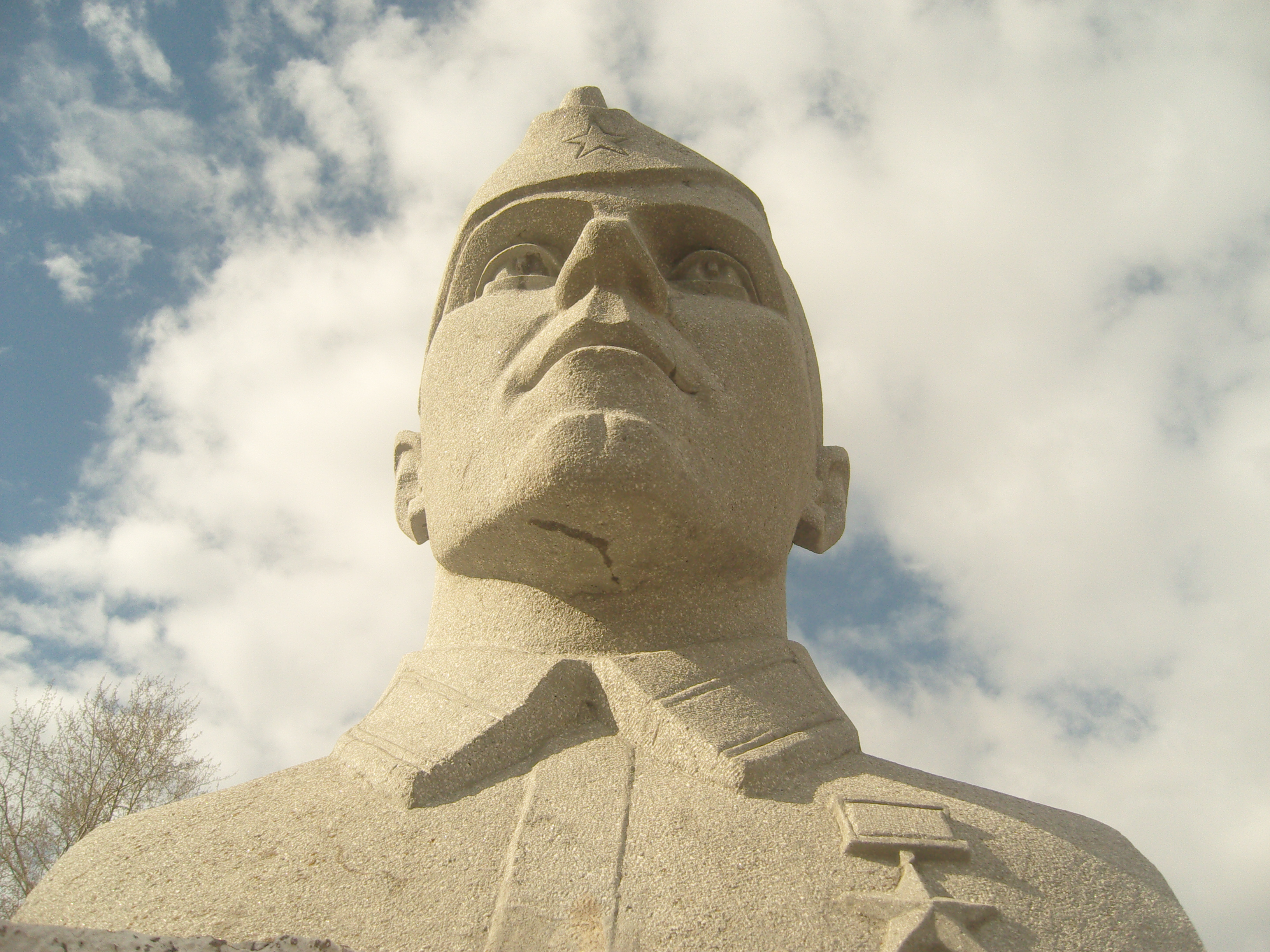
Бюст В. В. Гомзина в Невьянске

- В городе Невьянске именем Героя названы улица и школа, а также установлен его бюст; на здании школы ему установлена мемориальная доска.
- На мемориальной плите Братской могилы советских воинов в посёлке Жилино выбито имя Гомзина.